# (2131) Mayall
(2131) Mayall ist ein Asteroid des inneren Hauptgürtels, der am 3. September 1975 vom US-amerikanischen Astronomen Arnold R. Klemola am Lick-Observatorium (IAU-Code 662) auf dem Gipfel des Mount Hamilton, nahe der Stadt San Jose in Kalifornien entdeckt wurde.
In seinem Perihel kommt (2131) Mayall der Bahn des Planeten Mars recht nahe. Mit fast 34° ist seine Bahn um die Sonne sehr stark geneigt.
Der Asteroid wurde am 1. März 1981 nach dem US-amerikanischen Astronomen Nicholas Mayall (1906–1993) benannt, der 1934 bis 1960 am Lick-Observatorium zu Nebeln, Supernovae, den Bewegungsmustern in Spiralgalaxien, zur Rotverschiebung und zum Alter, der Entstehung und Herkunft sowie der Größe des Universums forschte.